# Colorado Caribous
Die Colorado Caribous (auch The Caribous of Colorado genannt) waren eine US-amerikanische Fußballmannschaft aus Denver, der Hauptstadt und bevölkerungsreichsten Stadt des US-Bundesstaates Colorado, das im Spieljahr 1978 am Spielbetrieb der North American Soccer League (NASL) teilnahm. Nach einem finanziell wie sportlich erfolglosen Jahr in der höchsten nordamerikanischen Fußballliga wurde das Franchise nach Atlanta übersiedelt und unter dem Namen Atlanta Chiefs bis 1981 weitergeführt.

## Geschichte
Die Geschichte der Rentiere aus Colorado, so die deutsche Übersetzung des englischen Teamnamens, nahm ihren Anfang Ende des Jahres 1977, als die zukünftigen Besitzer der Fußballmannschaft, der spätere Gouverneur Booth Gardner und der Besitzer des Tonstudios Caribou Ranch, Jim Guerico, eine Million US-Dollar in die Expansionsrechte der Liga und die Gründung des Franchises investierten. Davor hatten bereits die erfolglosen Denver Dynamos von 1974 bis 1975 an zwei Spielzeiten der North American Soccer League teilgenommen. Das Spieljahr 1978 war für die Caribous wenig von Erfolg gekrönt, so belegte die Mannschaft nach 30 Meisterschaftspartien, in denen acht Siegen 22 Niederlagen gegenüberstanden (Unentschieden gab es in dieser Zeit, da sie in anderen US-Sportarten absolut unüblich waren, nicht; solche Partien wurden in sogenannten „Shoot-Out“, ähnlich dem Penalty-Schießen beim Eishockey, entschieden), den vierten und damit letzten Platz in der Central Division der National Conference. Damit hatte die Mannschaft die schlechteste Saisonbilanz aller 24 Mannschaften dieses Spieljahres und zudem eine der niedrigsten Zuschauerzahlen der gesamten Liga. So waren bei den Spielen der Caribous nur ein einziges Mal mehr als 10.000 Zuschauer im Stadion, wobei vor allem das Mile High Stadium, die Heimstätte der Colorado Caribous, ein Vielfaches an Zuschauern fassen konnte. Im Schnitt besuchten 7.418 Zuseher die Spiele der Caribous, was in der 24 Mannschaften umfassenden Liga in diesem Jahr den 18. Platz bedeutete.
Der Kader des Teams aus der Mile High City bestand großteils aus Spielern diverser Nationalitäten, hatte aber auch viele US-amerikanische Spieler bzw. Spieler mit Doppelstaatsbürgerschaften, wovon eine die US-amerikanische war. Die Colorado Caribous bestanden aus 22 Kaderspielern, sowie dem Trainerteam Dave Clements, einem nordirischen Internationalen, der seine bisherige Karriere vor allem in England verbracht hatte und sich selbst in 15 Ligaspielen der Caribous einsetzte, ehe er im Juni 1978 entlassen wurde, und Dan Wood, der gerade sein Doktorat an der Cornell University, deren Herrenfußballteam er ab Anfang der 1970er für einige Jahre trainierte, erlangt und vor dem Abgang von Clements als dessen Assistenztrainer agiert hatte. Zu den bekanntesten Spielern in dieser Zeit zählten unter anderem Stammtorhüter Arnie Mausser, Abwehrspieler Matt Bahr, der kurz darauf eine 17 Jahre lange und erfolgreiche Karriere als American-Football-Spieler in der National Football League (NFL) einschlug, oder Jomo Sono, der sogenannten schwarze Prinz des südafrikanischen Fußballs, sowie einige weitere (spätere) US-amerikanische (Greg Makowski, Louis Nanchoff, Fred Pereira und Steve Ralbovsky), kanadische (Brian Budd) und jugoslawische (Sead Sušić) Nationalspieler. Um Aufmerksamkeit zu erregen und Besucher ins Stadion zu holen, trugen nicht nur die eigenwilligen Dressen der Spieler und deren Auftritte im Stadion bei; so wurden unter anderem auch Werbungen in den Zeitungen, in deren Städte die Caribous spielten, geschaltet, um auch bei Auswärtsspielen Besucher ins Stadion zu locken. Hierbei wurden oftmals die Trikots und Hüte mit dem Slogan The Caribous Are Coming! abgebildet.
Die Eigentümer waren in der Folgezeit dafür bekannt wahllos Spieler aus dem Kader zu werfen und entließen während der laufenden Saison auch Trainer Dave Clements und stellten dessen bisherigen Assistenztrainer Dan Wood als Cheftrainer ein. Noch bevor die Debütsaison überhaupt beendet war, verloren die beiden Eigentümer das Interesse an ihrem Team und verkauften es bereits im August 1978 nach Atlanta, Georgia, wo es von 1979 bis 1981 unter dem Namen weitergeführt wurde.

## Dressen
Noch heute, vor allem bei US-amerikanischen Fußballfans, bekannt, ist das Franchise vor allem durch seine oftmals verschmähten und belächelten Trikots. Diese wurden vom seit 1921 in Chicago, Illinois, ansässigen Hersteller Sand-Knit produziert und besaßen im unteren Brust- und Rückenbereich, sowie an den Ärmeln, Fransen, wie sie unter anderem aus dem County- und Western-Bereich bekannt sind. Die Spielernamen, sowie deren Rückennummern waren genäht und nicht, wie heute üblich, gedruckt. Die Rückennummern gab es in verschiedenen Ausführungen, unter anderem mit einem Teil des Vereinslogos, einem Ren mit einem Fußball im Geweih, im unteren Bereich der Nummer oder gänzlich ohne Vereinslogo einzig und allein mit der aufgenähten Nummer. Jedoch variierte auch die Farbe der Rückennummern; so waren diese auf den Heimtrikots einmal schwarz mit hellbrauner Umrandung, mal waren sie bei den gleichen Trikots hellbraun mit schwarzer Umrandung. Zudem waren die Nummer des Spielers auch auf beiden Ärmeln ersichtlich, die auf den Heimtrikots wiederum ausschließlich in hellbrauner Ausführung mit weißer Umrandung existierte. Auf der Vorderseite des Trikots war das gesamte Logo des Franchises zu sehen. Auf der rechten Seite befand sich der als Logo gestaltete Name the Caribous of Colorado, auf der linken Seite wiederum der zweite Teil des Logos, Ren mit dem Fußball im Geweih, sowie der Nummer des Spielers, die somit in vierfacher Ausführung am Trikot enthalten war. Auch bei den Auswärtstrikots der Caribous gab es verschiedene Variationen. Während eine Ausführung mit dem Caribou auf der Spielernummer war, hatte die andere Variante lediglich die Nummer des Spielers aufgenäht und nur im rechten Brustbereich den als Logo gestaltete Name the Caribous of Colorado. Weiters war der Stoff der Nummern bei beiden Varianten ein anderer. Manchmal fehlten wiederum die Nummern an den Ärmeln und war dabei nur auf der Brust und am Rücken sowie an der linken Seite der Shorts ersichtlich.
Laut dem damaligen Teilhaber Jim Guercio waren die Fransen zu Beginn noch länger, mussten jedoch gekürzt werden, da Gegenspieler die Caribous-Spieler oftmals an den Fransen zu Boden zogen. Jedoch dienten die Trikots, deren Verwendung einer Sondergenehmigung der Liga bedarfen, auch den Caribous-Spielern als „Waffe“, wobei diese ihren Gegenspielern mit den langen Fransen ins Gesicht schlagen konnten, was erst nach der Kürzung um rund zwei Inches (etwa fünf Zentimeter) nicht mehr gelang. So hatte das originale Design etwa zehn Inch lange Fransen, die im V-Schnitt, ähnlich den von Roy Rogers in den 1940ern getragenen Hemden, am Rücken zusammengingen. Das Logo des Caribous mit dem Fußball im Geweih entstand durch den Grafiker Gary Nichamin, der bereits als Grafiker bei den Caribou Records arbeitete. Doch auch bei öffentlichen Auftritten und dem Auflaufen auf das Spielfeld mussten die Spieler, nach Anweisung von, der Guercio damit stets Aufmerksamkeit erregen wollte, zu ihren Dressen Cowboyhüte tragen. Am 1. April 2014 ließ das Major-League-Soccer-Franchise Colorado Rapids verlautbaren, die verloren geglaubten und wiedergefundenen Trikots in einem zukünftigen Spiel tragen zu wollen, was sich jedoch kurz darauf als Aprilscherz herausstellte. Die Trikots wurden oftmals als die schlechtesten und hässlichsten Spielbekleidung im US-Sport bezeichnet; so unter anderem im Jahre 2009 von uni-watch.com.

## Kader des Spieljahres 1978
| Rückennummer | Nationalität                                                      | Position          | Name            | Spiele | Einsatzminuten | Tore | Torvorlagen | Scorerpunkte |
| ------------ | ----------------------------------------------------------------- | ----------------- | --------------- | ------ | -------------- | ---- | ----------- | ------------ |
| 1            | Vereinigte Staaten                                                | Torwart           | Arnie Mausser   | 28     | 2580           | 0    | 0           | 0            |
| 2            | Ghana                                                             | Abwehrspieler     | George Lamptey  | 6      | 277            | 0    | 0           | 0            |
| 2            | England                                                           | Abwehrspieler     | Bernie Fagan    | –      | –              | –    | –           | –            |
| 3            | Vereinigte Staaten                                                | Abwehrspieler     | Matt Bahr       | 24     | 2049           | 0    | 3           | 3            |
| 4            | Vereinigte Staaten                                                | Abwehrspieler     | Greg Makowski   | 30     | 2645           | 2    | 5           | 9            |
| 5            | Jugoslawien Sozialistische Föderative Republik                    | Mittelfeldspieler | Branko Radović  | 29     | 2512           | 0    | 1           | 1            |
| 6            | Nordirland                                                        | Mittelfeldspieler | Dave Clements   | 15     | 1357           | 1    | 3           | 5            |
| 7            | England                                                           | Stürmer           | Brian Tinnion   | 24     | 2226           | 4    | 2           | 10           |
| 8            | Sudafrika                                                         | Stürmer           | Jomo Sono       | 30     | 2553           | 8    | 5           | 21           |
| 9            | Jugoslawien Sozialistische Föderative Republik                    | Stürmer           | Sead Sušić      | 15     | 936            | 6    | 2           | 14           |
| 10           | Jugoslawien Sozialistische Föderative Republik Vereinigte Staaten | Stürmer           | Louis Nanchoff  | 23     | 1591           | 4    | 3           | 11           |
| 11           | Portugal Vereinigte Staaten                                       | Stürmer           | Fred Pereira    | 12     | 660            | 2    | 2           | 6            |
| 12           | Vereinigte Staaten                                                | Stürmer           | Bob Rohrbach    | 26     | 2040           | 6    | 2           | 14           |
| 14           | Irland Vereinigte Staaten                                         | Abwehrspieler     | Tommy Lang      | 13     | 989            | 0    | 0           | 0            |
| 15           | Schottland                                                        | Mittelfeldspieler | Pat McMahon     | 25     | 2120           | 0    | 1           | 1            |
| 16           | Jugoslawien Sozialistische Föderative Republik Vereinigte Staaten | Mittelfeldspieler | Steve Ralbovsky | 23     | 1500           | 0    | 4           | 4            |
| 17           | Vereinigte Staaten                                                | Mittelfeldspieler | Scott Strasburg | 13     | 941            | 0    | 1           | 1            |
| 18           | Sudafrika                                                         | Abwehrspieler     | Phillip Jones   | 10     | 413            | 0    | 0           | 0            |
| 19           | Kanada                                                            | Stürmer           | Brian Budd      | 2      | ?              | 0    | 0           | 0            |
| 20           | Vereinigte Staaten                                                | Mittelfeldspieler | Carl Strong     | 8      | 453            | 0    | 1           | 1            |
| 22           | Deutschland Vereinigte Staaten                                    | Torwart           | Tad DeLorm      | 2      | 180            | 0    | 0           | 0            |
| 23           | Nordirland                                                        | Mittelfeldspieler | Ronnie Blair    | 18     | 1437           | 1    | 1           | 3            |

## Trainer des Spieljahres 1978
- Dave Clements
- Dan Wood